# Shropshire (formatge)
El Shropshire és un formatge de llet de vaca fabricat al Regne Unit. Fou elaborat per primera vegada als anys 1970 a la làctica Castle Stuart a Inverness (Escòcia) per Andy Williamson, un fabricant de formatges expert en la preparació de formatge Stilton a Nottinghamshire.
El formatge va ser conegut inicialment com a Inverness-shire Blue o Blue Stuart, però finalment va ser comercialitzat com Shropshire Blue, nom triat per augmentar la seva popularitat, malgrat mancar de relació alguna amb el comtat de Shropshire.
Una reivindicació alternativa a la primera producció del formatge, de l'empresa Westry Roberts, amb seu a Shropshire, suggereix que el formatge es va originar al comtat que porta el nom dels anys setanta;
sembla que un article arxivat de 1977 donaria suport a aquesta afirmació.
Després del tancament de la làctica Castle Stuart l'any 1980, el formatge va ser reviscut per Elliot Hulme i Harry Hanlin de Cheshire, però de nou la seva fabricació va cessar aviat.
Actualment és fabricat per Long Clawson (Leicestershire) i les làctiques Cropwell Bishop i Colston Bassett a Nottinghamshire.
També es realitza una variant, anomenada Ludlow Blue, al comtat de Shropshire en una petita lleteria artesanal. Ludlow Blue utilitza carotè com a colorant més que annato, el que fa que el color sigui més groc.

## Descripció
El Shropshire és un formatge blau fet de llet de vaca pasteuritzada, i empra quall vegeta. El color taronja procedeix de l'addició d'annato, un colorant natural. El Penicillium roqueforti produeix les vetes.
El formatge té un color marró ataronjat fosc, escorça natural i madura per unes 10–12 setmanes amb un contingut gras de prop del 34 %. Fet de forma semblant al Stilton, és un formatge suau amb un sabor fort i una aroma lleugerament acre. És lleugerament agre i de sabor més fort i normalment més cremós que el Stilton.